# 汪甸瑶族乡
汪甸瑶族乡是中华人民共和国广西壮族自治区百色市右江区下辖的一个民族乡。

## 行政区划
汪甸瑶族乡下辖以下村级行政区划单位：
长平村、汪甸村、两琶村、喜乡村、塘兴村、下塘村、飘零村、六卜村、乐益村、沙洪村、伟阳村、伟弄村和六核村。